# Hugues Fabrice Zango
Hugues Fabrice Zango (Ouagadougou, 1993. június 25. –) világbajnok Burkina Fasó-i atléta, fő versenyszáma a hármasugrás. Ő tartja a fedett pályás világcsúcsot hármasugrásban 2021 óta 18,07 méteres eredménnyel. Zango szerezte Burkina Faso első olimpiai érmét a 2020. évi tokiói olimpián, amikor bronzérmes lett fő versenyszámában.

## Magánélete
Zango Burkina Fasó-ban nőtt fel, 2015-ben költözött Franciaországba, ahol lényegesen jobb körülmények között tudja végezni a felkészülést. Edzője a korábbi fedett pályás világcsúcstartó Teddy Tamgho. 2018-ban az Artois egyetemen villamosmérnöki diplomát szerzett. 2023-ban a doktori fokozatot is megszerezte.

## Pályafutása
Első nemzetközi versenye a 2013-as universiade volt, ahol hármasugrásban a hatodik helyen végzett. A 2015-ös universiadén távolugrásban is indult, de ott döntőbe nem jutott, fő versenyszámában pedig 16,76 méteres ugrásával ezüstérmes lett. Részt vett a 2015-ös világbajnokságon, ahol érvényes kísérlet nélkül esett ki a selejtezőben. Három héttel később az Afrika-játékokon ötödik lett.
2016-ban az Afrika-bajnokságon 16,81 méteres ugrásával ezüstérmes lett. Első olimpiája a 2016-os riói volt. A selejtezőben elért 15,99 méteres eredménye nem volt elég a továbbjutásra. A 2017-es universiadén 16,97 méterre javította egyéni csúcsát és ezzel ezüstérmet szerzett. A 2018-as év eleji fedett pályás szezonban már 17,23 méteret is ugrott. Első fedett pályás világbajnokságán Birminghamben 17,11 méteres eredménnyel hatodik lett. Szezon végén az Afrika-bajnokságon szabadtéren is áttörte a 17 méteres határt, 17,11 méterrel megnyerte a bajnokságot. 2019-ben tudta állandósítani ezt a szintet, a világbajnokságon a selejtezőből 17,17 méteres eredménnyel jutott tovább, a döntőben pedig új egyéni csúccsal, 17,66 méterrel lett bronzérmes.
2021 januárjában egy franciaországi fedett pályás versenyen 18,07 méterrel új fedett pályás világcsúcsot ugrott, edzője, Teddy Tamgho tíz éve fennálló korábbi rekordját megdöntve. Az azév augusztusában megrendezett tokiói olimpián megszerezte hazája első olimpiai érmét, 17,47 méteres ugárásával egy bronzérmet. Zango volt a megnyitó ünnepségen az úszó Angelika Ouedraogoval együtt országa zászlóvivője.
2022-ben újabb érmet nyert világbajnokságon, 17,55 méteres ugrásával lett ezüstérmes. 2023-ban Budapesten világbajnoki címet nyert 17,64 méteres eredménnyel. 2024-ben fedett pályán is világbajnok lett, a Glasgowban rendezett versenyen 17,53 métert ugrott. Harmadik olimpiáján, a 2024-es párizsin 17,50-es ugrással az ötödik helyen végzett. A 2025-ös fedett pályás atlétikai világbajnokságon bronzérmet szerzett.

## Egyéni legjobbjai
Szabadtér
| Versenyszám    | Eredmény | Helyszín                     | Időpont             |
| -------------- | -------- | ---------------------------- | ------------------- |
| 100 m síkfutás | 10,72 s  | Tergnier, Franciaország      | 2017. május 25.     |
| távolugrás     | 7,71 m   | Pierre-Bénite, Franciaország | 2020. augusztus 28. |
| hármasugrás    | 17,82 m  | Székesfehérvár, Magyarország | 2021. július 6.     |

Fedett pálya
| Versenyszám | Eredmény | Helyszín               | Időpont          |
| ----------- | -------- | ---------------------- | ---------------- |
| hármasugrás | 18,07 m  | Aubiére, Franciaország | 2021. január 16. |